# Bailleul, Nord
Bailleul är en kommun i departementet Nord i regionen Hauts-de-France i norra Frankrike. Kommunen är chef-lieu över 2 kantoner som tillhör arrondissementet Dunkerque. År 2022 hade Bailleul 14 734 invånare.

## Befolkningsutveckling
Antalet invånare i kommunen Bailleul
| Referens: INSEE |